# Tseung Kwan O (stacja MTR)
Tseung Kwan O (chiński: 將軍澳) – jedna ze stacji MTR, systemu szybkiej kolei w Hongkongu, na Tseung Kwan O Line. Została otwarta 18 sierpnia 2002. 
Znajduje się na wyspie Hongkong w obszarze Tseung Kwan O, w dzielnicy Sai Kung.